# 猫も、オンダケ
『猫も、オンダケ』（ねこも、オンダケ）は、和田ラヂヲによる日本の4コマ漫画作品。『ComicWalker』（KADOKAWA）にて2014年から2015年に連載されていた。
愛媛県松山市に住む、昭和の香り残る恩田家を舞台に、子供が拾ってきたネコと一家の触れ合いを描く。

## 登場人物
恩田善人（おんだ よしと）
声 - 藤原啓治
父。工場勤務。プロ野球が大好き。
恩田夏子（おんだ なつこ）
声 - 高垣彩陽
母。専業主婦。
恩田幸子（おんだ さちこ）
声 - 高垣彩陽
長女。ネコ好きで、これまで200回拾ってきたネコを飼うことに失敗し、201回目でようやくそれが許された。
恩田拓士（おんだ たくし）
声 - 瀬名快伸
長男で幸子の弟。「スペシャル」という言葉が大好き。
恩田善吉（おんだ ぜんきち）
声 - 西村朋紘
故人で一家の祖父。仏壇から、一家を見守る。
ミィ
声 - ???
幸子が拾ってきた白ネコ。夏子・幸子・善吉はこう呼ぶが善人は「三郎」、拓士は「スペシャル」と呼ぶ。

## 書籍情報
- 和田ラヂヲ『猫も、オンダケ』(角川コミックス）、KADOKAWA 角川書店、全1巻
  1. 2015年10月10日発売 ISBN 978-4048111355

## テレビアニメ
2016年4月1日より6月17日まで、テレビ愛媛『つながるワイド ほ〜なん。』内にて約1分のコーナーアニメとして放送された。なおこの番組は原作者の和田が出演している。それ以外の地域では同日よりニコニコチャンネルにて、また4月28日より毎週木曜にU-NEXTにてネット配信されている。作内では原作以上に松山弁が多用されている。

### スタッフ
- 原作 - 和田ラヂヲ
- 監督・脚本・演出 - 瀬名快伸
- 絵コンテ・撮影 - 瀬名快伸、宮本伊織
- 作画監督 - 宮本伊織
- 企画協力 - ComicWalker
- アニメーション制作 - studio!cucuri
- 企画制作・製作 - CUCURI、KADOKAWA

### 主題歌
エンディングテーマ「猫も君も、オンダケ」
作詞・作曲・編曲・歌 - 昭和の香りが猫からする
挿入歌「僕たち正社員、君たちアルバイト」
作詞 - 和田正人、作曲・編曲 - 堂ヒロミ

### 各話リスト
| 話数     | サブタイトル |
| -------- | ------------ |
| 第一猫   | こねこ       |
| 第二猫   | こども部屋   |
| 第三猫   | ええモン     |
| 第四猫   | ののさん     |
| 第五猫   | 日曜日       |
| 第六猫   | 夢           |
| 第七猫   | ドウドウ     |
| 第八猫   | おいっ！     |
| 第九猫   | 追憶         |
| 第十猫   | 犬           |
| 第十一猫 | 性格         |
| 第十二猫 | お留守番     |